# Кастрільйо-де-ла-Вега
Кастрільйо-де-ла-Вега (ісп. Castrillo de la Vega) — муніципалітет в Іспанії, у складі автономної спільноти Кастилія-і-Леон, у провінції Бургос. Населення — 667 осіб (2010).
Муніципалітет розташований на відстані близько 140 км на північ від Мадрида, 80 км на південь від Бургоса.

## Демографія
Динаміка населення (INE ):